# Pelle Gudmundsen-Holmgreen
Pelle Gudmundsen-Holmgreen (født 21. november 1932, død 27. juni 2016) var en dansk komponist. Hans far var billedhuggeren Jørgen Gudmundsen-Holmgreen. Pelle Gudmundsen-Holmgreen har selv fortalt: "Udover interessen for rum og stof har jeg fra ham (faderen) overtaget en bevarelse af sanseligheden og fastholdelsen af barnesindet og forhåbentlig en troskyldighed i arbejdet." 
I nogle år var han ansat på Det Kongelige Teater som tekniker, og senere var han lærer på Det Jyske Musikkonservatorium i Århus fra 1967-1973, men ellers levede han af sine indtægter som komponist. I perioden 1974-1997 sad han i flere omgange som medlem af Statens Kunstfond.

## Den musikalske udvikling
Pelle Gudmundsen-Holmgreen blev uddannet på Det Kongelige Danske Musikkonservatorium. Han debuterede som komponist i 1955, og hans tidlige værker bærer spor af indflydelse fra Carl Nielsen, Vagn Holmboe, Bela Bartok og Igor Stravinskij. Fra omkring 1960 blev han sammen med komponister som Per Nørgård og Ib Nørholm inspireret af Darmstadt serialismen og Pierre Boulez, Karlheinz Stockhausen og György Ligeti. 
Men i slutningen af 1960’erne forkastede han de serielle teknikker til fordel for en ”ny enkelhed”. Hans musik herefter præges af gentagelser, ikke i minimalistisk forstand, men som absurd provokation. Blandt de mange påvirkninger i hans musik kan i flæng nævnes barokmusik, pygmæmusik, jazz, gregoriansk sang, folkemusik fra Grækenland og Spanien, dagliglivets klange og støj samt i høj grad absurditetens mester, forfatteren Samuel Beckett, hvis værker han allerede siden slutningen af 1950'erne havde været optaget af. Men han lod sig også inspirere af amerikansk billedkunst, pop-art, John Cage og Edgard Varèse samt billedkunstneren Robert Rauschenberg, der med sine opsatser af ”fundne ting” skabte æstetiske objekter, ligesom Gudmundsen-Holmgreen, der satte ting sammen, som man ikke umiddelbart tror, kan forenes på et sted.
Pelle Gudmundsen-Holmgreen kaldte sig selv en biperson i dansk musik – en outsider, men som det fremgår af de mange udmærkelser han har fået, var han i virkeligheden et hovednavn i kompositionsmusikken i 2. halvdel af det. 20. århundrede.

## Udmærkelser
- Legatportion fra tipsmidlerne (1960)
- Lange-Müller legatet (1968)
- Treårigt stipendium fra Statens Kunstfond (1968)
- Herman Sandbys legat (1971)
- Carl Nielsen legatet (1973)
- Livsvarig ydelse fra Statens Kunstfond (1979)
- Nordisk Råds Musikpris (1980)
- Wilhelm Hansen Prisen (1996)
- Poul og Sylvia Schierbecks Legat (årstal?)[5]
- Symfoni-Antifoni optaget i Kulturkanonen (2006)

## Musik (ikke komplet)
- Variationsrække over eget tema for solocello (1955)
- Vandringen (kor 1956)
- 5 sange (soprano, fløjte, violin, viola og cello – 1958)
- op. 5 Strygekvartet nr. 1 (1959)
- op. 8 Variations (klaver 1959)
- Strygekvartet nr. 2 (Quartetto facile – 1959)
- Strygekvartet nr. 3 (5 Small Studies – 1959)
- 2 Improvisations (kammerensemble 1961)
- In terra pax (klarinet, to slagtøjsspillere og klaver – 1961)
- Chronos (kammerorkester 1962)
- 3 Epigrammer (klaver 1962)
- Mester Jakob (kammerorkester 1964)
- Collegium Musicum Koncert (orkester 1964)
- Symfoni (1965)
- Repriser (kammerensemble 1965)
- Fem Stykker (orkester 1966)
- Je ne me tairai jamais, jamais (kor og ensemble – 1966)
- Tricolore I (orkester 1966)
- 3 Sange til tekster af Politiken (sang og instrumenter 1966)
- Strygekvartet nr. 4 (1967)
- Kanon (kammerensemble 1967)
- Tricolore III (orkester 1967)
- Re-repriser (kammerensemble 1967)
- Piece by Pjece (orkester 1968)
- Udstillingsbilleder (klaver – 1968)
- 3 satser for strygere og fåreklokker (orkester 1968)
- Variationer til Moster Rix (kammerensemble 1968)
- Udstillingsbilleder (klaver 1968)
- Konstateringer (kor 1969)
- Tricolore IV (orkester 1969)
- Prelude and Fugue (blæsere 1969)
- Terrasse i 5 Afsatser (kammerensemble 1970)
- Plateaux pour deux (cello og to bilhorn/båthorn – 1970)
- Eksempler (kor 1970)
- Solo for el-guitar (1972)
- Mirror II (kammerensemble 1973/75)
- Spejl (orkester 1974)
- Mirror III (orgel 1974)
- 2 fl, trp, 2 vlc, 2 cb
- Re-Cycling (kammerensemble 1975)
- Lys (kor og instrumenter 1976)
- Songs Without (sang og instrumenter 1976)
- Passacaglia (tabla, klarinet, violin, cello og klaver 1977)
- Symfoni-Antifoni (orkester 1977)
- Præludium til din tavshed (kammerensemble 1978)
- Din Tavshed (sopran, fløjte, basklarinet, slagtøj, klaver, viola og cello – 1978)
- Spejlstykker (klarinet, cello og klaver – 1980)
- Strygekvartet nr. 6 (Parting – 1983)
- Strygekvartet nr. 7 (Parted – 1984)
- Tilfældigheden og nødvendigheden (kor og orkester 1985)
- Triptykon (slagtøj og orkester 1985)
- Ground (strygekvartet 1986)
- Nær og Fjern (kammerensemble 1987)
- reTURNING (kammerensemble 1987)
- Trois Poemes de Samuel Becektt (kor 1989)
- Octopus (orgel – 1989/1992)
- Concerto grosso for strygekvartet og orkester (1990)
- Skabelsen – den 6. dag (violin og dobbeltkor – 1991)
- For Piano (1992)
- Antiphony Rag (klaver 1993)
- Turn (sang og instrumenter 1993)
- Trafik (kammerensemble 1994)
- Double (violin og klaver – 1994)
- Territorialsang (kammerensemble 1995)
- Cellokoncert (1996)
- For cello og orkester (1996)
- Blæs på Odysseus (kor og instrumenter 1998)
- Countermove (orgel 1999)
- Stepping Still (kammerensemble 1999)
- In Triplum (orgel 1999)
- Still, Leben (orgel 1999)
- Arkaisk Procession (orgel 2000)
- In triplum I-III (1999) orgel
- Det er så favrt i Jelling at hvile (orgel 2000)
- Caravanfanfan-farefare No.1 (kammerensemble 2001)
- Caravanfanfan-farefare No.2 (kammerensemble 2001)
- Caravanfanfan-farefare No.3 (kammerensemble 2001)
- Fire Madrigaler fra Den Naturlige Verden (kor 2001)
- Sound / Sight (kor 2001)
- For violin og orkester (2002)
- Arkaisk procession (orgel 2002)
- Spejlkabinet (orgel 2002)
- Three Stages (kor 2003)
- For små – og lidt større hænder (klaver 2003)
- Portræt (kammerensemble 2004)
- Moving Still (fortæller, bånd og strygekvartet – 2004)
- Plateaux pour Piano et Orchestre (2005)
- Last Ground (strygekvartet og bånd 2006)
- Moments Musicaux (kammerensemble 2006)
- Igen (kor 2006)
- Convex-Concave-Concord (2008)
- Green Ground (strygerkvartet nummer 10, 2011). Premiere med Kronos Quartet. Indeholder variation over Johann Pachelbels kanon.